# 魏斯山 (阿羅薩)
46°47′25″N 9°38′20″E / 46.79028°N 9.63889°E

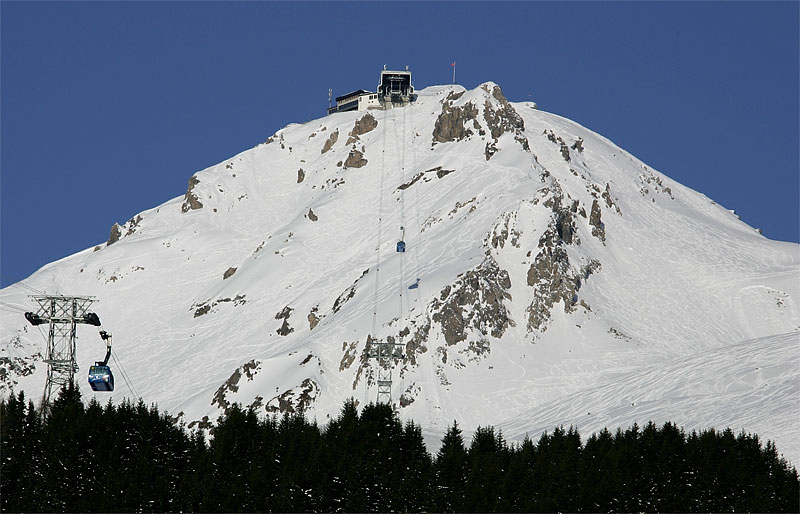

魏斯山（Weisshorn），是瑞士的山峰，位於該國東南部，由格勞賓登州負責管轄，屬於普萊蘇爾阿爾卑斯山脈的一部分，距離奇爾彭山3.6公里，海拔高度2,653米，每年平均降雨量1,729毫米。